# DNL 2021/22
Die Saison 2021/22 war die 22. Spielzeit der Deutschen Nachwuchsliga, der höchsten Nachwuchsliga im deutschen Eishockey, wobei seit 2018 alle U20-Nachwuchsligen des Deutschen Eishockey-Bundes die Bezeichnung „U20 DNL“ mit dem Zusatz der entsprechenden Division/Spielklasse tragen.
Für die U20-Spielklassen waren in dieser Spielzeit Spieler der Altersjahrgänge 2002–2004 regulär spielberechtigt. Zusätzlich konnten maximal vier Spieler des Jahrgangs 2005 sowie unbeschränkt Spieler des Jahrgangs 2005 mit mindestens zehn U18-Länderspielen eingesetzt werden.

## Division I

### Teilnehmer und Modus
Aufgrund des Abbruchs der Vorsaison spielten die gleichen 10 Mannschaften in der Division I.
- Jungadler Mannheim
- KEC Die Haie
- EV Landshut
- Eisbären Juniors Berlin
- Augsburger EV
- EV Regensburg
- Düsseldorfer EG
- Krefelder EV 81
- ESV Kaufbeuren
- ERC Ingolstadt

### Hauptrunde
Die Mannschaften absolvierten ab dem 4. September 2021 eine Doppelrunde. Aufgrund der COVID-19-Pandemie wurde die Hauptrunde Anfang Februar 2022 beendet, ohne alle Spiele ausgetragen zu haben. Die Wertung wurde auf die Quotientenregel umgestellt. Die Playoffs der Teilnehmer auf den Plätzen 1–6 wurden wie geplant ausgespielt, die weiteren Mannschaften holten Hauptrundenspiele bis Ende März 2022 nach. Der Abstieg wurde ausgesetzt sowie jeweils eine Mannschaft für den Aufstieg ausgespielt.
| Platz | Mannschaft              | Spiele | S  | OTS | OTN | N  | Tore    | Punkte | Pkt/Sp |
| ----- | ----------------------- | ------ | -- | --- | --- | -- | ------- | ------ | ------ |
| 1.    | Kölner Junghaie         | 32     | 18 | 5   | 3   | 6  | 122:81  | 67     | 2,09   |
| 2.    | ESV Kaufbeuren          | 36     | 22 | 1   | 2   | 11 | 144:96  | 70     | 1,94   |
| 3.    | Eisbären Juniors Berlin | 33     | 17 | 4   | 3   | 9  | 124:91  | 62     | 1,88   |
| 4.    | Jungadler Mannheim      | 36     | 18 | 3   | 3   | 11 | 124:96  | 66     | 1,83   |
| 5.    | EV Landshut             | 34     | 16 | 2   | 3   | 12 | 123:103 | 55     | 1,62   |
| 6.    | Augsburger EV           | 36     | 13 | 4   | 3   | 16 | 103:120 | 50     | 1,39   |
| 7.    | Düsseldorfer EG         | 32     | 11 | 2   | 2   | 17 | 71:97   | 39     | 1,22   |
| 8.    | ERC Ingolstadt          | 32     | 10 | 1   | 1   | 20 | 109:126 | 33     | 1,03   |
| 9.    | Krefelder EV 81         | 32     | 7  | 3   | 2   | 20 | 88:148  | 29     | 0,91   |
| 10.   | EV Regensburg           | 27     | 7  | 0   | 3   | 17 | 64:114  | 24     | 0,89   |

Abkürzungen: S = Siege, OTS = Siege nach Verlängerung, OTN = Niederlagen nach Verlängerung, N = Niederlagen; Playoff-Halbfinale, Pre-Playoffs; Stand: 20. Februar 2022

### Playoffs
|  | Viertelfinale | Viertelfinale           | Viertelfinale |  |  | Halbfinale | Halbfinale              | Halbfinale |  |    | Finale                  | Finale          | Finale |
|  |               |                         |               |  |  |            |                         |            |  |    |                         |                 |        |
|  |               |                         |               |  |  | 3.         | Eisbären Juniors Berlin | 2          |  |    |                         |                 |        |
|  | 3.            | Eisbären Juniors Berlin | 2             |  |  | 2.         | ESV Kaufbeuren          | 0          |  |    |                         |                 |        |
|  | 6.            | Augsburger EV           | 1             |  |  |            |                         |            |  | 3. | Eisbären Juniors Berlin | 2               |        |
|  |               |                         |               |  |  |            |                         |            |  |    | 1.                      | Kölner Junghaie | 1      |
|  |               |                         |               |  |  | 4.         | Jungadler Mannheim      | 0          |  |    |                         |                 |        |
|  | 4.            | Jungadler Mannheim      | 2             |  |  | 1.         | Kölner Junghaie         | 2          |  |    |                         |                 |        |
|  | 5.            | EV Landshut             | 1             |  |  |            |                         |            |  |    |                         |                 |        |

#### Pre-Playoffs
Die Spiele fanden zwischen 23. und 27. Februar 2022 im Modus Best-of-Three statt.
|                                         | Serie | 1                   | 2                   | 3                                   |
| --------------------------------------- | ----- | ------------------- | ------------------- | ----------------------------------- |
| Eisbären Juniors Berlin – Augsburger EV | 2:1   | 7:0 (1:0, 4:0, 2:0) | 1:2 (0:1, 1:1, 0:0) | 5:3 (2:0, 1:1, 2:2)                 |
| Jungadler Mannheim – EV Landshut        | 2:1   | 2:3 (1:0, 0:0, 1:3) | 2:1 (1:0, 1:0, 0:1) | 4:3 n. P. (0:2, 3:0, 0:1, 0:0, 1:0) |

#### Halbfinale
Die Spiele fanden zwischen dem 5. und 13. März 2022 im Modus Best-of-Three statt.
|                                          | Serie | 1                              | 2                   | 3 |
| ---------------------------------------- | ----- | ------------------------------ | ------------------- | - |
| Jungadler Mannheim – Kölner Junghaie     | 0:2   | 0:3 (0:0, 0:0, 0:3)            | 0:3 (0:1, 0:0, 0:2) | – |
| Eisbären Juniors Berlin – ESV Kaufbeuren | 2:0   | 4:3 n. V. (1:0, 1:0, 0:3, 1:0) | 4:3 (1:2, 3:0, 1:0) | – |

#### Finale
Die Spiele fanden zwischen dem 19. und 27. März 2022 im Modus Best-of-Three statt.
|                                           | Serie | 1                              | 2                   | 3                   |
| ----------------------------------------- | ----- | ------------------------------ | ------------------- | ------------------- |
| Eisbären Juniors Berlin – Kölner Junghaie | 2:1   | 4:3 n. V. (1:1, 1:1, 1:1, 1:0) | 3:5 (0:2, 1:1, 2:2) | 3:2 (0:1, 2:1, 1:0) |

Die Eisbären Juniors Berlin gewannen am 27. März 2022 erstmals die Meisterschaft in der Deutschen Nachwuchsliga (DNL). Dabei besiegten die U20-Junioren der Eisbären Berlin die Kölner Junghaie vor 500 Zuschauern in der ausverkauften Kölnarena 2 mit 3:2 im dritten Spiel der Finalserie. Zuvor hatten die Berliner das erste Spiel im heimischen Wellblechpalast mit 4:3 nach Verlängerung gewonnen, das zweite Spiel der Serie gewannen die Junghaie mit 5:3.

## Division II

### Tabelle
Stand: März 2022
| Platz | Mannschaft                | Spiele | S  | OTS | OTN | N  | Tore    | Punkte | Pkt/Sp |
| ----- | ------------------------- | ------ | -- | --- | --- | -- | ------- | ------ | ------ |
| 1.    | Dresdner Eislöwen Juniors | 35     | 23 | 2   | 1   | 8  | 162:81  | 77     | 2,20   |
| 2.    | Schwenninger ERC          | 35     | 21 | 3   | 2   | 9  | 144:80  | 71     | 2,03   |
| 3.    | Iserlohner EC             | 35     | 21 | 3   | 2   | 9  | 141:85  | 71     | 2,03   |
| 4.    | EC Bad Tölz               | 35     | 19 | 5   | 4   | 7  | 125:86  | 71     | 2,03   |
| 5.    | Starbulls Rosenheim       | 35     | 18 | 2   | 4   | 11 | 124:95  | 62     | 1,77   |
| 6.    | ESV 03 Chemnitz           | 35     | 10 | 3   | 2   | 19 | 100:128 | 41     | 1,17   |
| 7.    | EV Füssen                 | 35     | 4  | 0   | 3   | 26 | 57:165  | 15     | 0,43   |
| 8.    | SC Riessersee             | 35     | 2  | 2   | 2   | 29 | 64:197  | 12     | 0,34   |

Abkürzungen: S = Siege, OTS = Siege nach Verlängerung, OTN = Niederlagen nach Verlängerung, N = Niederlagen; Aufstiegsrunde Div. I

### Aufstiegsrunde
Die Spiele fanden am 2. und 3. April 2022 im Modus Best-of-Three statt.
|                                | Serie | 1                   | 2                   |
| ------------------------------ | ----- | ------------------- | ------------------- |
| ESC Dresden – Schwenninger ERC | 2:0   | 3:1 (1:1, 0:0, 2:0) | 5:3 (0:2, 4:0, 1:1) |

Damit stieg die U20-Mannschaft des ESC Dresden (Eislöwen Juniors) in die höchste U20-Spielklasse, die U20-DNL Division I, auf.

## Division III

### Tabelle Nord
Stand: März 2022
| Platz | Mannschaft              | Spiele | S  | OTS | OTN | N  | Tore    | Punkte | Pkt/Sp |
| ----- | ----------------------- | ------ | -- | --- | --- | -- | ------- | ------ | ------ |
| 1.    | Eishockey Jugend Kassel | 29     | 23 | 1   | 0   | 2  | 223:77  | 74     | 2,55   |
| 2.    | EV Duisburg             | 31     | 23 | 1   | 0   | 6  | 140:75  | 71     | 2,29   |
| 3.    | EHC Wolfsburg           | 30     | 22 | 0   | 2   | 6  | 221:81  | 68     | 2,27   |
| 4.    | EHC Erfurt              | 32     | 16 | 1   | 0   | 13 | 115:111 | 56     | 1,75   |
| 5.    | EC Bad Nauheim          | 30     | 11 | 1   | 1   | 15 | 105:140 | 42     | 1,40   |
| 6.    | Crocodiles Hamburg      | 30     | 12 | 0   | 1   | 15 | 107:127 | 37     | 1,23   |
| 7.    | REV Bremerhaven         | 28     | 10 | 1   | 0   | 17 | 86:114  | 32     | 1,14   |
| 8.    | Löwen Frankfurt         | 28     | 7  | 1   | 2   | 18 | 99:128  | 25     | 0,89   |
| 9.    | Hamburger SV            | 32     | 0  | 0   | 0   | 32 | 48:291  | 0      | 0,00   |

### Tabelle Süd
Stand: März 2022
| Platz | Mannschaft              | Spiele | S  | OTS | OTN | N  | Tore    | Punkte | Pkt/Sp |
| ----- | ----------------------- | ------ | -- | --- | --- | -- | ------- | ------ | ------ |
| 1.    | SC Bietigheim-Bissingen | 29     | 25 | 2   | 1   | 1  | 180:45  | 80     | 2,76   |
| 2.    | EHC 80 Nürnberg         | 30     | 19 | 5   | 0   | 6  | 166:81  | 67     | 2,23   |
| 3.    | Deggendorfer SC         | 29     | 16 | 3   | 1   | 9  | 111:80  | 55     | 1,90   |
| 4.    | HC Landsberg            | 32     | 13 | 1   | 2   | 16 | 112:108 | 43     | 1,34   |
| 5.    | Mannheimer ERC II       | 32     | 14 | 0   | 0   | 18 | 100:131 | 42     | 1,31   |
| 6.    | EC Peiting              | 30     | 13 | 0   | 0   | 17 | 139:146 | 39     | 1,30   |
| 7.    | 1. EV Weiden            | 27     | 10 | 0   | 4   | 13 | 100:120 | 34     | 1,26   |
| 8.    | EV Ravensburg           | 32     | 10 | 1   | 5   | 16 | 103:135 | 37     | 1,16   |
| 9.    | VER Selb                | 31     | 3  | 1   | 0   | 27 | 64:229  | 11     | 0,35   |

### Aufstiegsrunde
Die Spiele fanden am 2. und 3. April 2022 im Modus Best-of-Two statt.
|                                     | Serie | 1                   | 2                             |
| ----------------------------------- | ----- | ------------------- | ----------------------------- |
| SC Bietigheim-Bissingen – EJ Kassel | 0:2   | 2:2 (1:1, 0:0, 1:1) | 3:4 n. V (1:1, 2:0, 0:2, 0:1) |

Damit stieg die U20-Mannschaft der EJ Kassel in die zweithöchste U20-Spielklasse, die U20-DNL Division II, auf.